# Municipio de Muskego
El municipio de Muskego (en inglés: Muskego Township) es un municipio ubicado en el condado de Renville en el estado estadounidense de Dakota del Norte. En el año 2010 tenía una población de 38 habitantes y una densidad poblacional de 0,41 personas por km².

## Geografía
El municipio de Muskego se encuentra ubicado en las coordenadas 48°30′35″N 101°30′21″O / 48.50972, -101.50583. Según la Oficina del Censo de los Estados Unidos, el municipio tiene una superficie total de 93.41 km², de la cual 81,68 km² corresponden a tierra firme y (12,56 %) 11,73 km² es agua.

## Demografía
Según el censo de 2010, había 38 personas residiendo en el municipio de Muskego. La densidad de población era de 0,41 hab./km². De los 38 habitantes, el municipio de Muskego estaba compuesto por el 100 % blancos. Del total de la población el 0 % eran hispanos o latinos de cualquier raza.